# Rado-Bijbel
De Rado-Bijbel is een verlucht handschrift, dat tussen 834 en 866 gemaakt werd. Het manuscript bevat het Oude en het Nieuwe Testament volgens de Vulgaat. Het wordt bewaard in de Österreichische Nationalbibliothek in Wenen met als signatuur Cod. 1190.

## Beschrijving
De bijbel meet 225 x 360 mm en bevat 292 perkamenten folia. De tekst is geschreven in een kleine Karolingische minuskel in drie kolommen met 45 à 55 lijnen per blad. Het handschrift bevat 6 kanontafels op 3 bladzijden, 8 grote en 48 kleine initialen.

## Naamgeving
Volgens de catalogus van de ÖNB werd het handschrift gemaakt in opdracht van abt Rado van de Sint-Vaastabdij in Arras. Rado was abt tussen 795 en 815. Hij herbouwde de abdijkerk die door brand verwoest was en naar aanleiding van deze ramp zou de Bijbel besteld zijn.
De naam Rado-Bijbel werd gegeven en de herkomst werd afgeleid van een gedicht van Alcuinus van York dat de Bijbelse tekst voorafgaat. Op fol. 16v wordt een zekere Rado vernoemd die dan vereenzelvigd werd met abt Rado van de Sint-Vaastabdij. Het feit dat zowel Alcuinus als Rado omstreeks het jaar 800 actief waren, terwijl de bijbel gedateerd wordt tussen 834 en 866 laat veronderstellen dat de naam Rado-Bijbel eigenlijk incorrect is. Men heeft vastgesteld dat het model voor deze Bijbel een tweedelige Bijbel was die nu bewaard wordt in de Bibliothèque nationale de France als ms. lat. 45 en 93. Deze tekst zou afkomstig zijn van de abdij van Saint-Riquier zoals blijkt uit de reliekenlijst op f261v. De exemplaren die nu bewaard worden in de BnF zouden gekopieerd zijn tussen 820 en 840 in de abdij van Saint-Denis in Parijs.
De Bijbel was in het bezit van het benedictijnenklooster in Sázava en bevat Slavische glossen die waarschijnlijk daar werden toegevoegd.

## Inhoud
- f1r: Gregorius de Grote, Homilia decima: Celeste desiderium redolere valeamus
- f1r-f2r: Lectionarium feriae V
- f2r-f3v: Gregorius de Grote, Paashomilie voor de gelovigen van de basiliek S. Mariae
- f3v-f15v: Canticum van Mozes uit Exodus XV; Psalm 102 verzen 18-150; apocriefe psalm "Pusillus eram"
- f16r-f16v: Alcuinus, Twee gedichten
- f17v: Bijbeltekst
- f18r-f292v: Oude testament: Pentateuch en Makkabeeën en Nieuwe Testament

Codex Amiatinus · Anjou-Bijbel · Bury Bijbel · Bijbel van de Heilige Lodewijk · Gotische Bijbel · Middelfrankische Rijmbijbel · Rado-Bijbel · Rijmbijbel · Ripoll-bijbels - Souvigny-Bijbel · Speyer-fragment · Tweede Bijbel van Karel de Kale · Weense Bible Moralisée C.V. 1179 · Weense Bible Moralisée C.V. 2554 · Weense Genesis · Wenceslaus-Bijbel · Zwolse Bijbel